# Der Turm der verbotenen Liebe
Der Turm der verbotenen Liebe ist ein deutsch-französisch-italienisches Historiendrama unter der Regie von Franz Antel.

## Handlung
Während sich König Ludwig X. von Frankreich auf einem Feldzug befindet, führt Königin Marguerite in Paris die Regentschaft. In dieser Zeit werden die Bewohner der Stadt durch mysteriöse Morde in der Nähe eines Turmes beunruhigt. Drei Männer – Philippe, Buridan und ein Unbekannter – werden in einer Schenke zu einem Fest mit jungen Damen eingeladen. Als sie den drei maskierten Schönheiten begegnen, werden Philippe und der Unbekannte getötet. Buridan kann entkommen.
Auf einen Empfang der Königin erkennt Buridan eine der maskierten Frauen: es ist die Königin! Er versucht aus diesem Wissen einen Vorteil zu ziehen und verlangt von Majestät den Kanzlerposten, den derzeit der Herzog St. Lorrain innehat. Buridan erhält diesen Posten, wird aber anschließend zu einem Rendezvous am Turm gebeten. Statt seiner entsendet er einen Freund, Gauthier, zum seltsamen Stelldichein, um in der Zwischenzeit selbst einen alten Freund zu besuchen.
Zu seinem Entsetzen erfährt Buridan kurz darauf, dass Philippe und Gauthier seine lange Zeit verschollen geglaubten Söhne sind bzw. waren – geboren von Marguerite, als diese noch nicht Königin, dafür aber seine Geliebte war! Um jede Spur zu ihrem heiklen Vorleben zu tilgen, hatte Marguerite ihre eigenen Nachkommen umzubringen versucht – zunächst ohne Erfolg. Buridan rennt zum Turm, doch auch Gauthier wurde mittlerweile ermordet. Nunmehr entlarvt, gibt es kein Entkommen mehr für die Königin. Brennend stürzt sich Marguerite in die Seine.

## Produktionsnotizen
Der Film entstand nach der Novelle La Tour de Nesle von Alexandre Dumas, dem Älteren. Eine frühere Filmfassung entstand 1954.
Als Regisseur war Fritz Umgelter vorgesehen, doch kurz nach Beginn der Dreharbeiten in Ungarn erlitt er einen Herzinfarkt. So sprang Franz Antel für ihn ein, der sich bemühte, Umgelters Konzept fortzuführen. Da der Film auch in Zusammenarbeit mit einer französischen Produktionsfirma entstand und in Frankreich anlief, nannte sich Antel diesmal François Legrand. Sein Kollege Fritz Umgelter stand ihm ungenannt zur Seite.
Die Münchner Abendzeitung verkündete während der Dreharbeiten in Budapest in ihrer Ausgabe vom 24. April 1968 reißerisch:
- Der Turm der verbotenen Liebe entsteht in drei Fassungen: -- die ganz freie, die garantiert überall verboten wird; -- die gemäßigtere, die in die Kinos kommt; -- die Vatikanfassung, die für Spanien etc. bestimmt ist.

Die deutsche Erstaufführung erfolgte am 2. September 1968.
Peter Rothe entwarf die umfangreichen historischen Filmbauten, Charlotte Flemming die Kostüme. Eberhard Schroeder war Antels Regieassistent. Für den 84-jährigen Rudolf Forster war dies die letzte vollendete Filmrolle.
Die Titel in den Produktions-Partnerländern lauten La Tour de Nesle (Frankreich) und Le dolcezze del peccato (Italien).

## Kritik
Das Lexikon des Internationalen Films bezeichnete die Schauergeschichte originellerweise als „Frivolkomödie“ bzw. „frivole, pseudohistorische Komödie“.
Keine gute Meinung über den Streifen hat der Evangelische Film-Beobachter: „Wie es schon bei einer der früheren Leinwandadaptionen des gleichen Romans von Alexandre Dumas […] der Fall war, so weist auch diese erneute Farb-Verfilmung um die wollüstig-perverse Königin Marguerite von Frankreich und ihr Ende eine Fülle von grobschlächtigem Sex und Brutalität auf – die heutige Sex-Welle mit ihren Geschmacks-Entgleisungen hat nun auch den braven Mantel- und Degenfilm erreicht!“